# Vrij Agro- en Biotechnisch Instituut
Het Vrij Agro- en Biotechnisch Instituut (VABI) is een katholieke school in de Belgische stad Roeselare. Het instituut is in 1922 opgericht en beschikt over een internaat. 
De school bevindt zich op dezelfde campus als het Klein Seminarie van Roeselare, dat over een eigen internaat beschikt. Uit de landbouwschool ontstond in de jaren 60 een praktijkcentrum voor naschools onderwijs, sinds 1972 het zelfstandige Praktijk Centrum voor Landbouw en Tuinbouw (PCLT). 
De school heeft de volgende studierichtingen: 
- TSO
  - Biotechnische Wetenschappen
  - Dierenzorgtechnieken, een 'jonge' richting opgestart in 2002. VABI was de eerste school in Vlaanderen (en België) die met deze opleiding is gestart.
  - Landbouwtechnieken
  - Tuinbouwtechnieken
- BSO
  - Dierenzorg
  - Landbouw
  - Tuinbouw

## Bekende oud-leerlingen
- Bart Dochy, burgemeester van Ledegem
- Hans Van Themsche, schuldig bevonden voor moord